# Phyllotreta armoraciae
Phyllotreta armoraciae is een keversoort uit de familie bladkevers (Chrysomelidae). De wetenschappelijke naam van de soort werd in 1803 gepubliceerd door Koch.